# Почерк
 Тази статия е за ръчното изписване на знаци.  За типографския термин вижте Шрифт.  
Почерк е строго индивидуален начин на ръчно изписване на букви, цифри и други символи, приложен чрез средство за писане като молив или химикал. Именно защото всеки един човек пише по уникален начин, почеркът би могъл да послужи за идентифицирането на автора на даден документ. Не е изключено влошаване на почерка в резултат на прекарани заболявания.

## Уникалност на почерка
Почеркът на всеки един човек е различен, като изключение не правят дори и близнаците. Tой може да се промени с времето. Характеристиката на един почерк включва:
- специфичната форма на буквите, тяхната закръгленост или заостреност
- разстоянията между буквите
- наклон на буквите
- ритмичното повторение на елементи
- оказан върху хартията натиск
- размер на буквите